# Saina Nehwal
Saina Nehwal (telugu: సైనా నెహ్వాల్), född den 17 mars 1990 i Hisar, Indien, är en indisk badmintonspelare. Vid singelbadmintonturneringen under OS 2012 i London deltog hon för Indien och tog brons. Vid olympiska sommarspelen 2016 gick hon inte vidare från gruppspelet på grund av en knäskada.